# باستر ديفيس
باستر ديفيس (بالإنجليزية: Buster Davis)‏ هو لاعب كرة قدم أمريكية أمريكي، ولد في 20 أكتوبر 1983 في دايتونا بيتش في الولايات المتحدة.

## وصلات خارجية
- باستر ديفيس على موقع مرجع كرة القدم المحترفة.كوم (الإنجليزية)
- باستر ديفيس على موقع JustSportsStats.com (الإنجليزية)